# 구마모토시 교통국
구마모토 시 교통국(일본어: 熊本市交通局, くまもとしこうつうきょく)은 구마모토현 구마모토시에서 공공 교통 사업을 실시하는 구마모토 시의 지방공영기업(공기업)으로, 노면전차(시영 전차,구마모토 시전)와 시내버스의 운영을 실시하고 있다. 국 청사는 구마모토 시 주오구 오에 5초메에 소재하고 있다.

## 연표

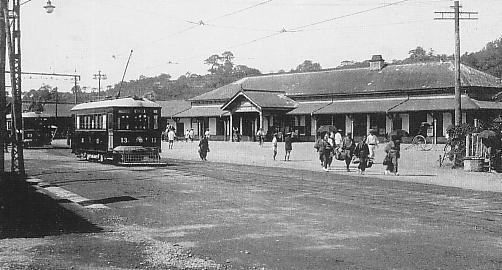
1924년의 구마모토 시전

- 1921년(다이쇼 10년)11월 16일 구마모토 전철 주식회사를 설립.
- 1923년(다이쇼 12년)4월 13일 구마모토 전철은 운영 예정 노선의 특허 등의 권리 의무를 구마모토시에 양도(후에 해산).
- 1924년(다이쇼 13년)8월 1일 간선 구마모토 역 앞-조교치마치간 및 스이젠지 선 스이도초-스이젠지간이 개통. 당초의 사업자는 구마모토 시 전철부.
- 1926년(다이쇼 15년)5월 11일 수도부와 통합해 전기 수도국으로 개편.
- 1927년(쇼와 2년)11월 23일 버스 사업 개시.
- 1928년(쇼와 3년)6월 21일 수도국이 분리해 전기국에 개편.
- 1928년 12월 26일 구로가미 선 조교치마치-고카이바시간이 개통.
- 1929년(쇼와 4년)6월 20일 하루타케 선 가라시마초-하루타케 역 앞(후의 미나미쿠마모토 역 앞)간 및 가미쿠마모토 선 가라시마초-다니야마마치간이 개통.
- 1932년(쇼와 7년)12월 28일 전기국 청사를 현재의 장소로 이전.
- 1935년(쇼와 10년)3월 24일 가미쿠마모토 선 다니야마마치-가미쿠마모토 역 앞간이 개통.
- 1944년(쇼와 19년)6월 1일 구마모토 시 전기국을 구마모토 시 교통국으로 개칭.
- 1945년(쇼와 20년)12월 1일 구마모토 전기 궤도를 매수해, 동사가 보유하고 있던 햣칸 선 다사키-햣칸세키간 및 가와시리 선 가와라마치-가와시리간을 교통국의 관리하에 둔다(햣칸 선은 휴지 중인 채 매수해, 운행 재개하지 않음).
- 1954년(쇼와 29년)10월 1일 쓰보이 선 후지사키구마에-가미쿠마모토 역 앞간이 개통.
- 1959년(쇼와 34년)12월 24일 다사키 선 구마모토 역 앞-다사키바시간이 개통.
- 1965년(쇼와 40년)2월 11일 휴지 중인 햣칸 선을 폐지.
- 1965년 2월 21일 가와시리 선을 폐지.
- 1970년(쇼와 45년)5월 1일 쓰보이 선 및 하루타케 선을 폐지.
- 1972년(쇼와 47년)3월 1일 간선 스이도초-조교치마치간 및 구로가미 선을 폐지.
- 1979년(쇼와 54년)5월 3일 대절 버스 사업을 휴지(폐지는 동년 8월 1일).
- 1996년(헤세이 8년)7월 13일 대절 사업 면허를 재 취득해 구마모토 경륜의 무료 버스 수송을 개시.
- 2002년(헤세이 14년)9월 30일 차고・검사 설비를 가미쿠마모토 역 앞에 이전(국 청사는 이전하지 않음).
- 2008년(헤세이 20년)2월 18일 국 청사를 부지 내의 규슈 학원 중학교・고등학교 쪽에 이전.
- 2010년(헤세이 22년)4월 26일 다사키 선을 사이드 리져베이션화
- 2011년(헤세이 23년)3월 1일 시영 전차 운행 계통 명칭의 변경, 운행 계통의 분류, 일부 전차 정류장 명칭 변경, 전차 정류장의 넘버링을 실시

## 구마모토 시영 전차

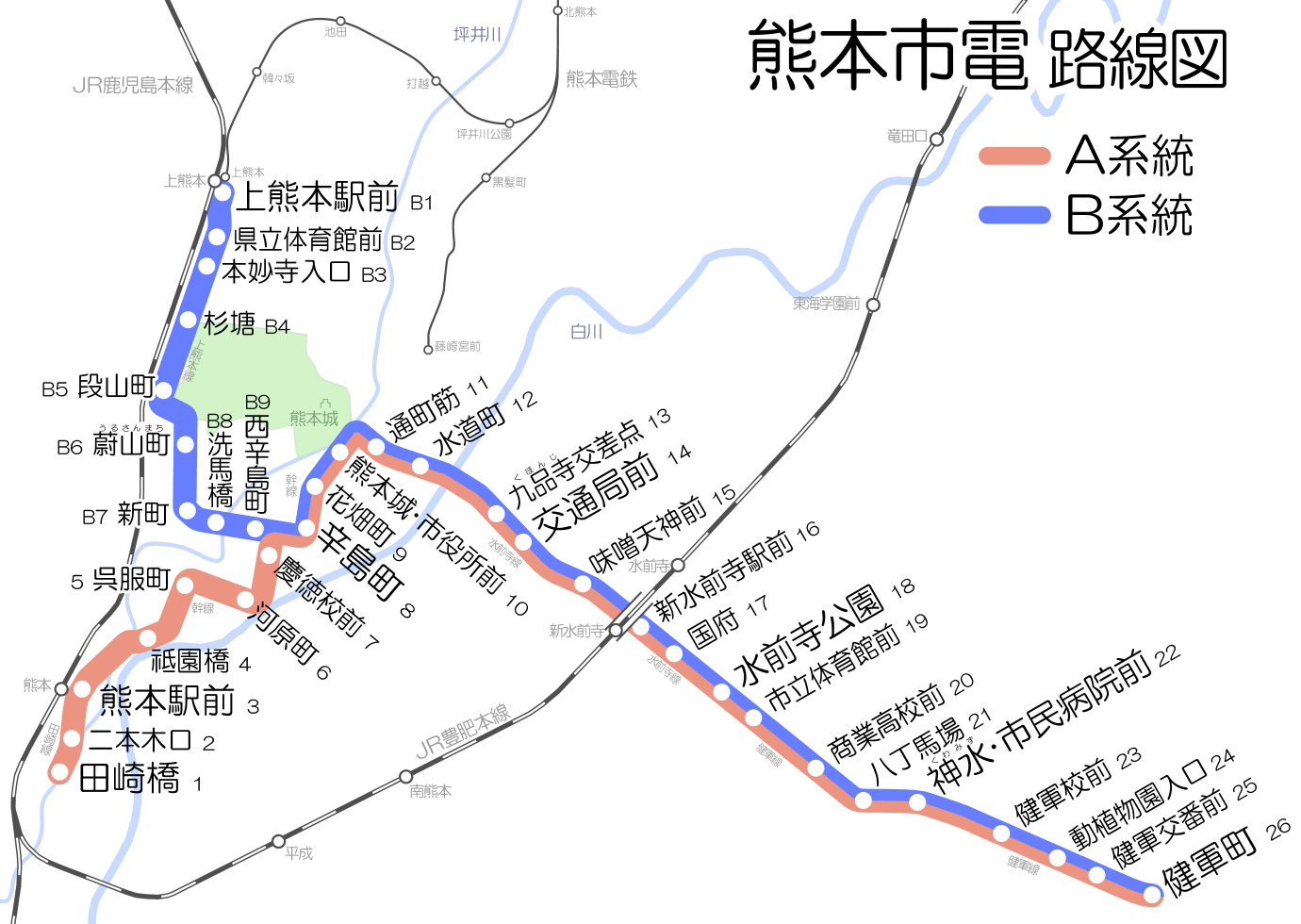
구마모토시전의 노선도

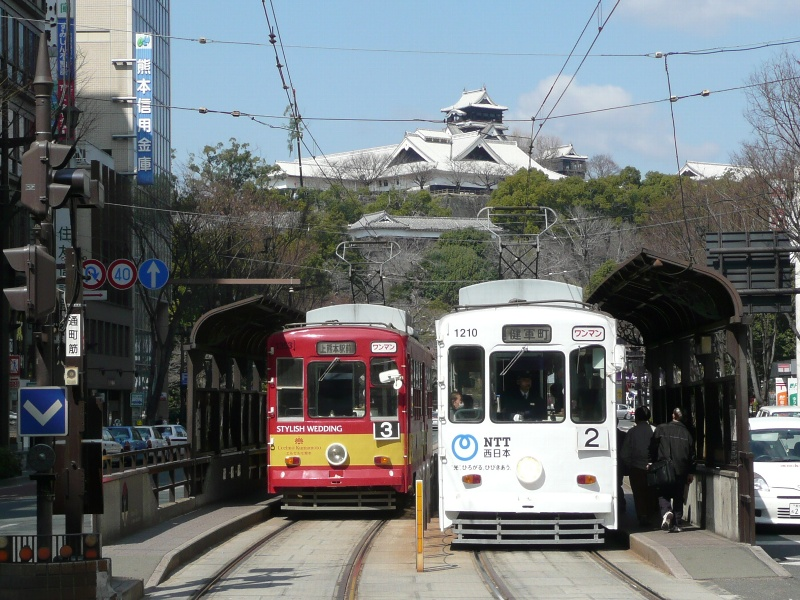
도리초스지 전차 정류장에서 엇갈리는
시영전차(뒤로 보이는 성은 구마모토성)

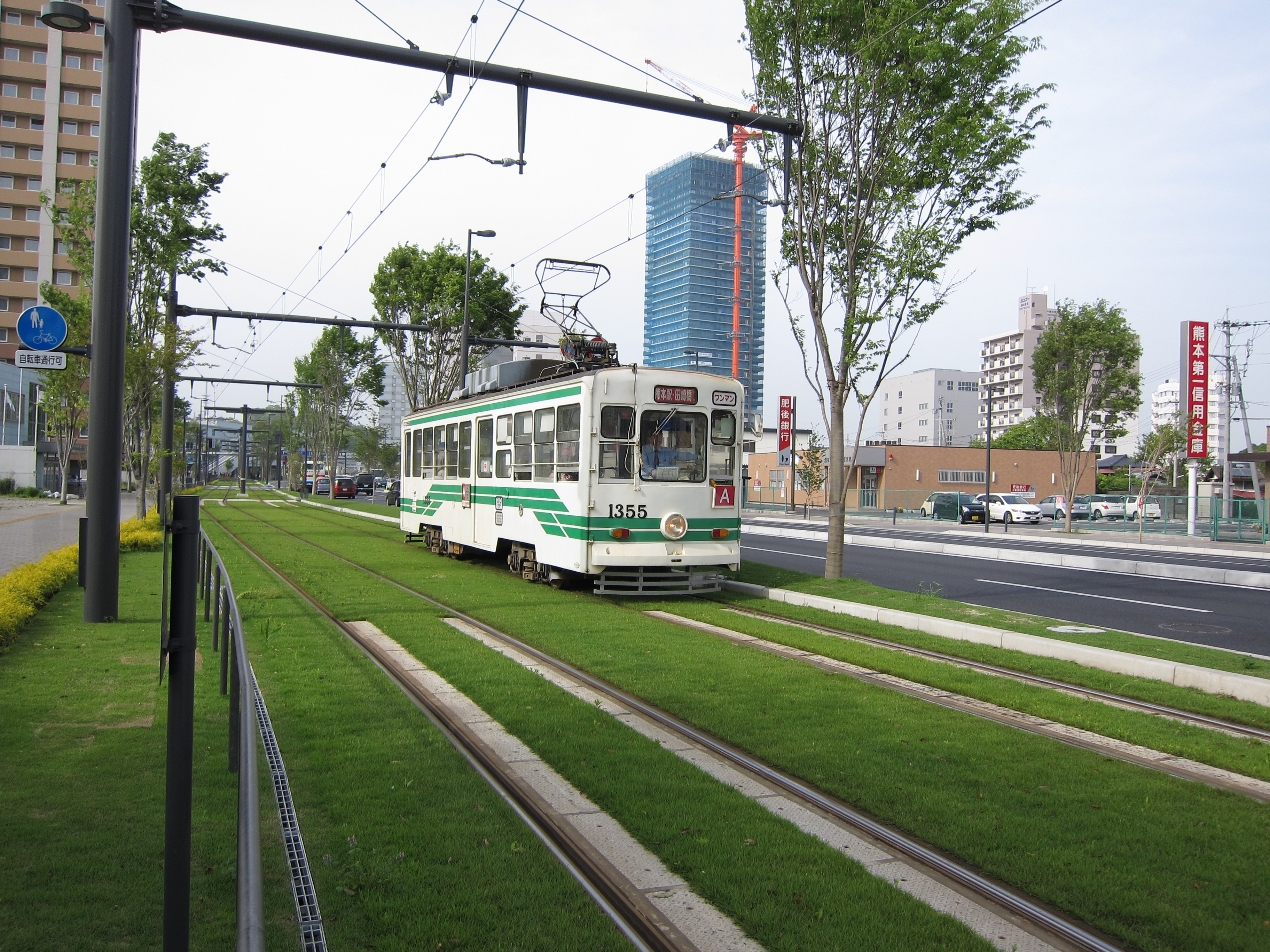
녹화된 선로를 달리는 시영전차(니혼기구치 전차 정류장 부근)

### 현유 노선
노선 수는 5개, 운전 계통은 2계통이 있다.센바바시 - 신마치 사이만 전용 궤도이며, 그 외는 전 노선이 병용 궤도로 되어 있다. 궤간은 전선 1435mm(폐지 노선도 1067mm의 햣칸 선 이외 같다). 다사키바시 전차 정류장 부근과 겐군마치 전차 정류장을 제외한 거의 전선이 복선으로, 전력 방식은 직류 600V。차고는 가미쿠마모토에 있지만, 이전에 차고가 있던 오에의 교통국 옆에도 유치선이 조금 남아 있다.
- 간선(구마모토 역 앞 - 스이도초)
- 스이젠지 선(스이도초- 스이젠지 공원)
- 겐군 선(스이젠지 공원- 겐군마치)
- 가미쿠마모토 선(가라시마초 - 가미쿠마모토 역 앞)
- 다사키 선(구마모토 역 앞- 다사키바시)

운행 계통
- ■A계통〈빨강〉(다사키다리-구마모토 역 앞-가라시마초-스이도초-스이젠지 공원-겐군마치)
- ■B계통〈파랑〉(가미쿠마모토 역-가라시마초-스이도초-스이젠지 공원-겐군마치)

A계통・B계통 각각 전 노선을 통하는 운전이 주요한 운행이지만, 구마모토 역 발착이나 교통국 앞 발착의 경우도 있다(다만, 겐군마치 방면을 향하는 경우 미소텐진마에 발착이 된다). 그 외, 편수는 적지만 겐군 파출소 앞 발착, 구와미즈・시민병원 앞 발착, 가라시마초 발착도 설정되어 있다.
JR선과는 구마모토역・가미쿠마모토역・신스이젠지 역에서 환승이 가능. 가미쿠마모토 역에서는 구마모토 전기 철도와 환승 가능.
2011년 3월 1일에, 운행 계통명이나 전차 정류장명 등의 개칭 등, 이하의 변경이 실시되었다.
- 현존하는 「2계통」과「3계통」의 운행 계통을 각각 「A계통」 「B계통」으로 개칭해, A계통을 빨강, B계통을 파랑으로 하는 라인 칼라를 제정한다.
- 전차 정류장의 넘버링을 실시.
  - A계통(옛 2계통)은 다사키바시를 1번으로 해, 26번의 겐군마치까지의 번호로 되어있다.
  - B계통(옛 3계통)은 가미쿠마모토 역 앞을 B1으로 해, B9의 가라시마초까지 "B"를 서두에 붙인 번호로 한다. 가라시마초부터 겐군마치까지는 A계통과 같은 번호(8번에서 26번).
- 6곳의 전차 정류장을 개칭.
  - 구마모토 성 앞→하나바타초
  - 시청 앞→구마모토 성・시청 앞
  - 동식물원 앞→동식물원 입구
  - 구와미즈 교→구와미즈・시민병원 앞
  - 스이젠지에키도리→신스이젠지 역 앞
  - 혼묘지 앞→혼묘지 입구

### 폐지 노선
- 간선(스이도초-조교치마치)
- 구로가미 선(조교치마치-고카이바시)
- 쓰보이 선(후지사키구마에-가미쿠마모토 역 앞)
- 하루타케 선(가라시마초-미나미쿠마모토 역 앞)
- 햣칸 선(햣칸세키-다사키)
- 가와시리 선(가와라마치-가와시리초)

폐지 계통(운행 구간은 폐지 시점)
- 1계통(다사키바시-구마모토 역 앞-가라시마초-스이도초-고카이바시)
- 4계통(가미쿠마모토 역 앞-후지사키구마에-스이도초-체육관 앞)
- 5계통,6계통(교통국 앞-스이도초-가라시마초-미나미쿠마모토 역 앞)
- 7계통(가와라마치-가와시리초)

덧붙여 5계통 폐지 단계에서는, 6계통은 다니야마마치-가라시마초- 미나미쿠마모토역 앞의 노선이었다. 이후 가미쿠마모토역까지 연장된 후 가라시마초-미나미쿠마모토 역 앞이 되어, 최후에는 5계통과 같은 노선이 되었다.

### 계획 노선
구마모토 시 운수국에서는 2002년 1월에 시영 전차망 확대에 대한 노선 10안을 발표했다. 이
안에는 구마모토 항이나 구마모토 공항 방면으로의 연장, 구마모토 전철과의 접속이 포함되어 있었다.

#### 겐군마치 방면 연장안
2004년 1월의 구마모토 일일신문에서 구마모토 시가 책정 중인 에즈코 관광 활성화 계획의 일환으로서 시영 전차의 연신을 검토하고 있다고 보도되었다. 이 계획은 2002년의 노선 10안에는 포함되지 않았다. 총 사업비는 약 10억엔. 보도에 의하면 2007년도의 착공, 2008년 중으로 개통을 생각하고 있는 등, 가장 실현성이 높은 계획이었다. 개요는 이하와 같은 것이다.
- 겐군 선의 동식물원 입구 전차 정류장에서 분기 해,구마모토 시 히가시구의 쇼구치 공원의 동쪽으로 단선을 부설, 동식물원 정문까지 800미터 연장한다.
- 공원의 남쪽과 종점의 동식물원 정문 앞의 2개소에 교환 설비 포함해 전차 정류장을 설치한다.
- 동식물원의 제 1 주차장(330대 수용)은 파크 앤드 라이드 주차장으로서 활용한다.
- 공원 북측에는 현재의 오에 차량 기지를 대신하는 12량 수용의 차고를 마련한다.

계속 되어 동년 9월에는, 노선 10안에 있는 겐군마치에서 동부쪽의 연장과 자위대 방면의 신설의 2안이 추가되었다. 이쪽의 사업비는 60~70억엔으로 전망되었지만, 시유지가 적기 때문에 도로확폭에 의한 용지 취득이 열쇠가 되고 있다.
그러나, 쇼구치 공원 방면의 연장에 대해서는, 동년도의 예산에 의해서 조사를 한 결과 채산성을 전망할 수 없는 것과 호수의 수질에 악영향을 줄 가능성이 있어 12월에 계획의 중지를 발표했다. 자위대 방면 연장에 대해서도 그 후의 진전은 없다. 그러나, 마시키 방면의 연장에 대해서는 조사가 개시되었다.

#### 구마모토 전철 접속안
한편, 구마모토 전기 철도는 2004년 7월에 후지사키구마에 역과 시영 전차의 접속 계획을
발표했다. 전철 전 노선을 시영 전차에 맞추어 개궤한 다음 LRT화, 국도 3호의 버스 전용 차로에 궤도를 부설해 시영 전차와 접속, 구마모토 역 방면에 직통시키는 것. 총 사업비는 100억엔 이상으로 전망되어 전철에서는 부담을 다 할 수 없어 공적 지원을 요청했다. 또, 받아 들여지지 않는 경우는 2008년 3월에 철도 사업을 폐지한다고 하면서 자치체측을 강하게 견제하고 있었다.
전철은 2005년 10월에 계획을 시에 양도해, 그 후 구마모토시는 구마모토현과 고시시와 공동으로 전철안(전철로부터 구마모토 시에 양도한) 외에도, 시영 전차를 후지사키구마에까지 연장해 전철과 동일 홈 환승을 실시한다고 하는 형태도 포함해 검토하는 것으로 해, 위원회를 마련해 사업 계획의 책정을 실시하는 것을 2007년 3월에 결정했다. 이것을 받아 구마모토 전철측에서는 폐지안을 철회하고 있다. 그러나,교통 정체를 일으킬 가능성이 있는 것이나, 채산성의 문제 등으로 계획은 일시 동결이 되었다. 그 후, 구마모토 현・구마모토 시・고시 시는 전철안 외,
시영 전차의 후지사키구마에까지의 연장과 동일 홈 환승이라고 하는 형태도 포함해 도심 결절 계획 검토 위원회를 마련해 사업 계획의 책정을 실시해, 2008년 3월, 철도를 폐지해 선로부를 버스 전용 도로에 전용해, 굴절버스나 가이드 웨이 버스를 달리게 하는 신버스 시스템 도입을 바탕으로 검토를 진행시킬 방침을 결정했다. 그 후, 동년 6월에 구마모토 전기 철도가 7개년으로의 경영 재건 계획을 발표해, LRT 등의 신규 투자를 할 수 있는 환경에 없는 것으로부터, 8월에 검토 위원회는 계획 검토의 동결을 결정했다.

### 현유 차량
- 1060형 1량(1063)
- 1080형 2량(1081, 1085)
- 1090형 7량(1091-1097)

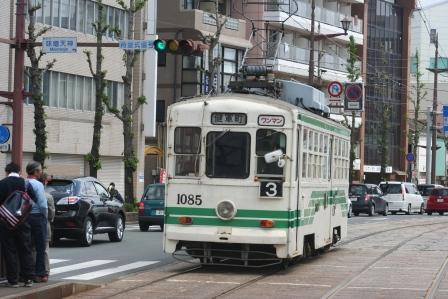
1080형 1085호

- 1200형 6량(1201, 1203-1205, 1207, 1210)
- 1350형 6량(1351-1356)
- 5000형 1편성(5014) - 구 서일본철도 1000형, 연접차
- 8200형 2량(8201, 8202) - 영업용 철도 차량으로서 일본에서

처음으로 VVVF 인버터 제어를 채용
- 8500형 4량(8501-8504) - 1200형의 차체 갱신차
- 8800형 3량(8801, 8802, 101) - 101은 레트로 형
- 9200형 5량(9201-9205)
- 9700형 5편성(9701-9705) - 일본 최초의 초저상 노면전차, 연접차
- 0800형 2편성(0801, 0802) - 초저상 노면전차
- 50형(2대) 2량(52, 53) - 꽃전차용 전동 화차

### 과거의 차량
- 10형
- 50형(초대)
- 60형
- 70형
- 80형
- 120형
- 130형

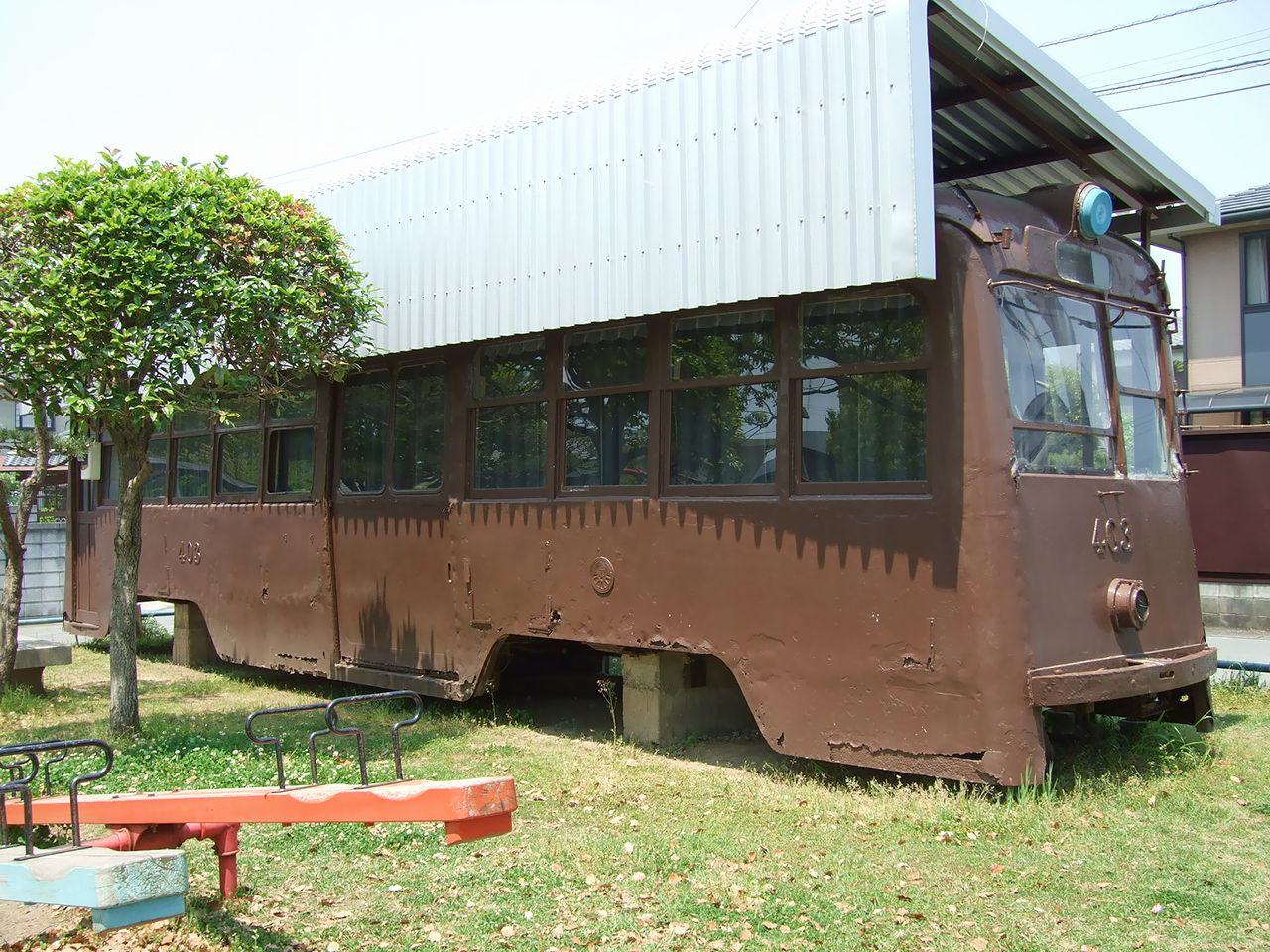
400형 폐차체

- 170형(→나가사키 전기 궤도 600형)
- 380형・390형・400형,1000형(오사카시전 901형)
- 1050형(구 150형, 원맨카)

### 일본 최초
- 노면 전차로서 일본 최초의 냉방 장치 차량을 운용 개시(1200형 1202・1208에 설치. 1978년 8월 2일)
- 영업용 차량으로서 일본 최초의 VVVF 인버터 제어차량(8200형, 1982년)
- 일본 최초의 초저상 노면 전차(9700형, 1997년)
- 궤도를 수지로 고정해, 소음과 진동을 경감하는 인 펀드 공법을 일본에서 처음으로 채용(가미쿠마모토 역 앞 전차 정류장 부근, 2002년)
- 본격적인 사이드 리져베이션화(구마모토 역 앞 - 다사키바시, 2010년)[1]

### 운임
시영 전차 전 노선 어른 150엔, 어린이 80엔의 균일 운임(2007년 10월 12일 개정).
2007년 10월의 개정 전까지는 130엔에서 200엔까지의 거리제 운임이었지만, 이용자 증가책의 일환으로서 알기 쉬운 운임 체계로의 통일이나 장거리 이용자에 대한 가격 인하,정리권의 폐지에 의한 경비 삭감을 노려 균일제 운임으로 고칠 수 있었다 이것에 수반해, 정리권이 폐지되었기 때문에 승차구에 설치되어 있던 정리권 발행기와 TO쿠마 카드를 읽어내는 카드 리더에는 커버를 걸쳤지만, 현재는 모두 철거되었다.
그 밖에도 두근두근 1 day 패스, 「두근두근 2 day 패스」라고 하는 명칭으로 1일 승차권과 2일 승차권이 발매되고 있다. 적용 범위에 의해서 판매 가격이 다르다. 2일 승차권은 연속하는 2일간만 유효하다. 시영 전차 전 노선 외,시영 버스・구마모토 전기 철도를 이용할 수 있고 1일 승차권은 적용 범위에 의해 구마모토 전기 철도의 버스・구마모토 도시 버스・규슈 산쿄 버스도 이용할 수 있다(시영 전차 이외의 이용 가능 구간은 적용 범위에 의해 다르다). 시설 이용 할인권이 양쪽 모두 8매
붙어, 내용으로서는 여행자 전용으로 되어 있다.

### 전 노선 폐지 논란
구마모토 시전은 2007년 현재 5노선 2계통이 존속하고 있지만, 이전에는 전 노선을 폐지할 계획이
있었다. 구마모토 시전은 1960년대 무렵부터 타도시의 노면 전차와 마찬가지로 채산 악화로 골치를 썩여 5노선 2계통을 남기고 폐지되었다.
남는 5노선 2계통에 대해서도 1980년전후를 목표로 폐지해, 대체로서 모노레일을 건설하는 구상도 있었지만, 시민으로부터 존속을 요구하는 소리가 높아진 것이나, 오일 쇼크에 의한 모터라제이션 의존의 재검토 등에 의해, 구마모토 시 의회에 의해 존속이 결의되었다.

## 버스 사업

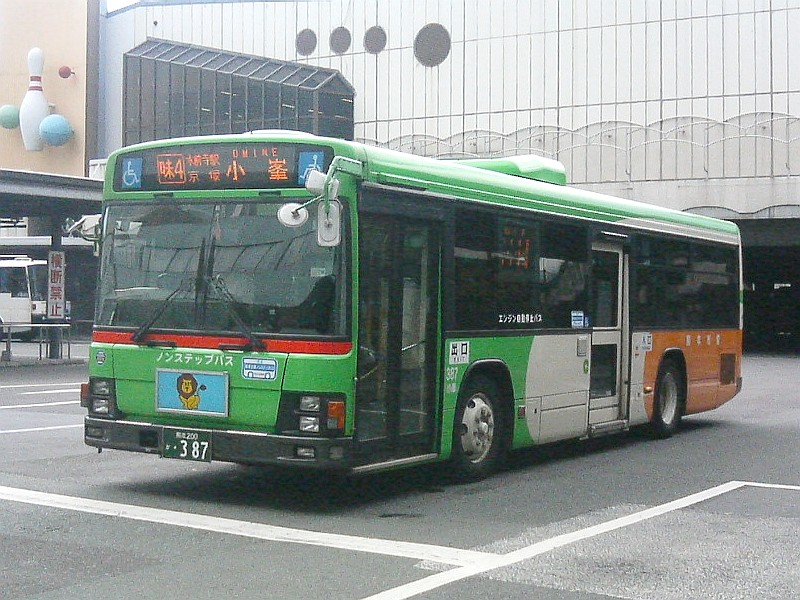
구마모토 시영 버스(논스텝 버스)

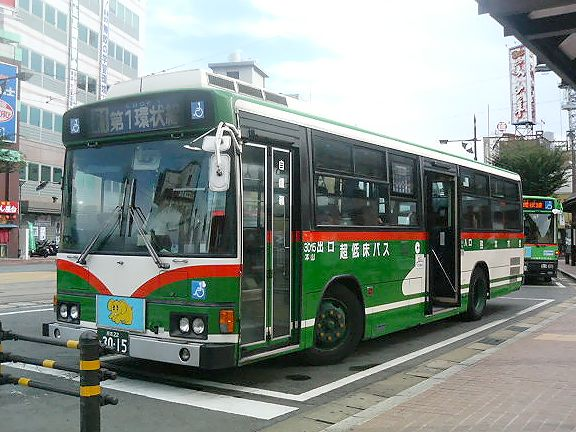
구마모토 시영 버스(원스텝 버스)

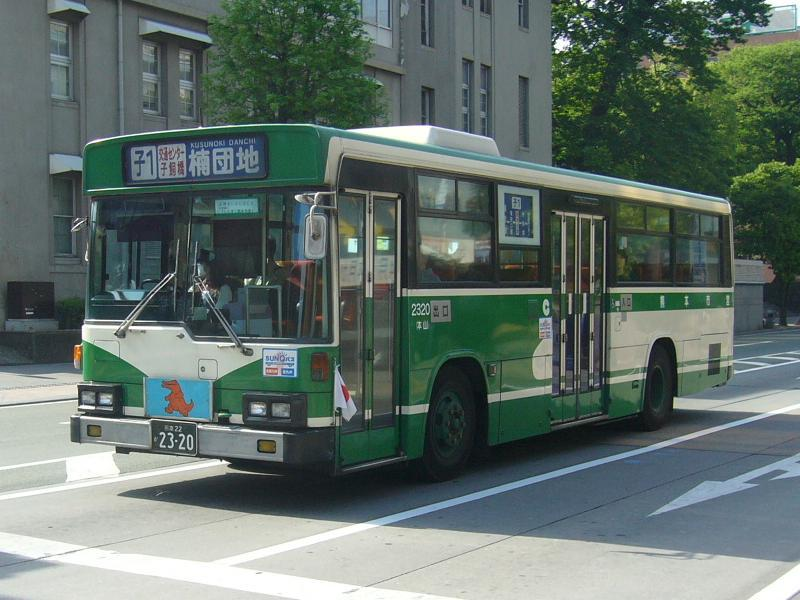
구마모토 시영 버스(일반 차량)

현재는 기본적으로 노선버스만의 운영이 되고 있어 구마모토 시내 각지에 노선을 가진다. 다만, 구마모토 경륜장으로의 무료 버스를 운행하고 있기 때문에 대절 면허도 보유한다. 구마모토 시내 외에는 노선을 가지고 있지 않다. 이전에는 각 노선마다 다른 동물의 일러스트를 그린 노선 번호판을 차량 전면에 게시하고 있었지만, 1996년 4월 1일에 계통 번호의 사용이 개시되었기 때문에
중지했다. 현재는 번호를 표시하지 않고 단지 동물의 일러스트를 그려진 판을 전면에 게시했다.
덧붙여 구마모토 시영 버스의 노선에서는 SUN Q 패스를 당초는 이용할 수 없었지만 2006년 10월 1일부터 이용할 수 있게 되었다. 또, 같은 날부터 구마모토 성 주유 버스의 운행이 규슈 산쿄 버스에 이관되었다(2011년 10월 1일부터 구마모토 도시 버스에 재 이관).
구마모토 시영 버스에서는 민간과의 경합 노선을 민간 회사로의 이양을 진행시키고 있다. 2004년 6월 1일의 가와시리 오비야마 선의 교통 센터 이남을 시작으로 2008년 4월 1일까지 가와시리(국도) 선, 이케다오쿠보 선(일부), 노구치겐군 선(일부),미유키키베 선, 다카히라 단지 선, 가즈 선, 나와시로 서부 선(일부)의 이양이 차례로 진행해졌다. 2011년 4월 1일부터, 가미쿠마모토 영업소를 「면적 이양」으로서, 모토야마 차고,가미쿠마모토 영업소에 소속하는 노선을 모두 민간 3사와 교통국이 공동 출자해 설립한 구마모토 도시 버스에 이양되었다.
2012년 4월 1일부터, 고미네 영업소가 운행하는 오비야마 선・시마자키호타쿠보 선・구마모토 역 현청 선・구마모토 역 나가미네 선(모든 것)을 구마모토 도시 버스에 양도 예정.
2016년 3월까지 남는 전 노선을 구마모토 도시 버스에 양도해, 버스 사업을 폐지할 방침이 나타나고 있다. 버스 사업에 종사하는 직원은 타 부문에 전부 배치한다.

### 영업소
- 고미네 영업소 - 구마모토시 히가시구 쓰키데 5초메 2-35

#### 폐지
- 모토야마 차고 - 구마모토 시 주오구 모토야마 2초메 9-23(2009년부터 구마모토 도시 버스의 본사・영업소)
- 쓰보이 영업소 - 구마모토 시 주오 구 구로가미 3초메 3-10
- 가미쿠마모토 영업소 - 구마모토 시 니시구 가미쿠마모토 3초메 15-61(2011년부터 구마모토 도시 버스의 영업소)

### 차량 개요
도장은 종래부터의 투스텝차는 녹색과 백색의 투톤 컬러,논스텝 버스는 황녹색・백색・등색 3색으로 전면창하에 적대를 더한 도장이다. 리프트 버스와 원스텝 버스는 이것에 적대를 더한 도장을 하고 있었지만, 원스텝 버스는 구마모토 도시 버스에 양도되어 리프트 버스에 대해서도 적띠를 벗겨진 후 구마모토 도시 버스에 양도되어 소멸했다.
메이커는 일본 내 대형 4 메이커 전사를 사용하고 있다. 1995년까지는 서일본 차체 공업제 차체를 한 차량을 중심으로 도입하고 있었지만, 그 다음은 차량의 원스텝・논스텝화에 의해 순정 차체로의 구입의 비율이 증가했다. 닛산 디젤의 논스텝 버스만 서일본 차체 공업제의 차체를 한 차량을 일부 도입했다.
수급의 관계로부터 근년의 신차는 중형차의 도입이 많았던 일도 있어, 중형 롱차의 도입은 비교적 늦었다. 또, 논스텝 버스의 구입 개시와 동시에 병행해 도쿄 도 경영 버스로부터 중고차를 구입한 것을 시작으로, 그 후 전국 각 사로부터 중고차를 구입해, 특히 대형차의 대체로 하고 있었다. 구마모토 도시 버스로의 이관을 가까이 둔 2008년 이후는 신차의 도입이 없어졌다.
1997년 10월부터 논스텝 버스를 투입하고 있다. 규슈에서는 오이타 버스에 뒤이어 2번째의 논스텝 버스 도입 사업자가 되고 있다.

## 같이 보기
- 두근두근 1 day 패스 - 시영 전차・시 버스 1일 승차권을 대신해 2010년 4월부터 발매되고 있는

구마모토 시 교통국・구마모토 도시 버스・규슈 산쿄 버스・산쿄 버스・구마모토 전기 철도 공통의 하루 승차권
- 라이트 레일 (LRT)

## 참조
1. ↑  PageID=3&ID=350&pg=1&sort=0 「일본 철도상 표창 선고위원회 노면 전차 활성화상」(헤세이 23년 10월 14일) 전형 이유 보관됨 2012-07-05 - 웨이백 머신 에서, 「도로 중앙에 있는 궤도를 보도 측에 대는「궤도의 사이드 리져베이션화」를 전국에서 처음으로 본격적으로 실시」라는 대목을 접할 수 있지만, 사이드 리져베이션 그 자체를 일본 최초로 하고 있는 것은 아니다. 도로단에 병용 궤도를 확보하는 것은 예부터 예가 있어, 메이테쓰 미노마치 선의 가미아쿠타미 -
시라카네 - 오야나사이의 일부의 병용 궤도( 「철도 픽토리얼」No. 688(2000-7 임시 증간호) p. 182)에 동일한 예를 볼 수 있던 것 외, 도야마 라이트 레일 도야마 항선의 도야마 역 북부 - 인텍 본사 앞 사이의 일부도 사이드 리져베이션으로 되어 있다(「철도 픽토리얼」No. 852(2011-8 임시 증간호) p. 187). 또, 공사에 수반하는 일시적인 도로단의 궤도 이전은 오카야마 전기궤도 세이키바시선에서 행해졌던 적이 있다(같은 잡지 No. 852 p. 220)
2. ↑  구마모토 시전 150엔 균일하고 수익 업, 반년에 1380만엔 증가 요미우리 신문 구마모토 면. 2008년 5월 10일